# 잇츠 쇼타임
잇츠 쇼타임(It's Showtime)은 네덜란드 암스테르담에 거점을 둔 킥복싱 단체이다. 1998년 사이먼 루츠가 설립했고 1999년 처음 대회를 열었다. 종합격투기 경기를 병행하기도 하였다. 2012년 신생 킥복싱 단체 '글로리(Glory)'에 흡수되며 사라졌다.